# Islas Gibson
El grupo de las islas Gibson constituye un archipiélago de pequeñas islas que se extiende 0,5 km en la boca de la bahía de Chichagof, en la costa nororiental de Attu Island. Las islas fueron bautizadas así en julio de 1855 durante la North Pacific Surveying Expedition por el teniente William Gibson, comandante de la goleta USS Fenimore Cooper de la US Navy.
- Datos: Q390058